# Michael Gorō Matsuura
Michael Gorō Matsuura (jap. ミカエル 松浦 悟郎, Mikaeru Matsuura Gorō; * 28. September 1952 in Nagoya, Präfektur Aichi) ist ein japanischer Geistlicher und römisch-katholischer Bischof von Nagoya. 

## Leben
Michael Gorō Matsuura empfing am 4. Juli 1981 die Priesterweihe.
Papst Johannes Paul II. ernannte ihn am 19. April 1999 zum Titularbischof von Sfasferia und zum Weihbischof in Ōsaka. Der Erzbischof von Ōsaka, Leo Jun Ikenaga SJ, spendete ihm am 17. Juli desselben Jahres die Bischofsweihe; Mitkonsekratoren waren Paul Yoshinao Ōtsuka, Bischof von Kyōto, und Augustinus Jun-ichi Nomura, Bischof von Nagoya.
Am 29. März 2015 ernannte ihn Papst Franziskus zum Bischof von Nagoya.